# 中国政府非洲事务特别代表列表
中国政府非洲事务特别代表是中华人民共和国政府任命的特别代表，主要职责为加强中国对非洲工作，密切中国与非洲国家和地区组织的联系，促进中非关系发展。

## 历任特别代表

### 中国政府非洲事务特别代表（2007年至今）
| 姓名   | 任命          | 免职      | 外交衔级 | 外交职务 | 备注                   | 备注 |
| ------ | ------------- | --------- | -------- | -------- | ---------------------- | ---- |
| 刘贵今 | 2007年5月10日 | 2012年2月 | 大使     | 特别代表 | 兼达尔富尔问题特别代表 |      |
| 钟建华 | 2012年2月     | 2016年8月 | 大使     | 特别代表 |                        |      |
| 许镜湖 | 2016年8月     | 2022年8月 | 大使     | 特别代表 |                        |      |
| 刘豫锡 | 2022年8月     | 现任      | 大使     | 特别代表 |                        |      |